# Vulcanoide

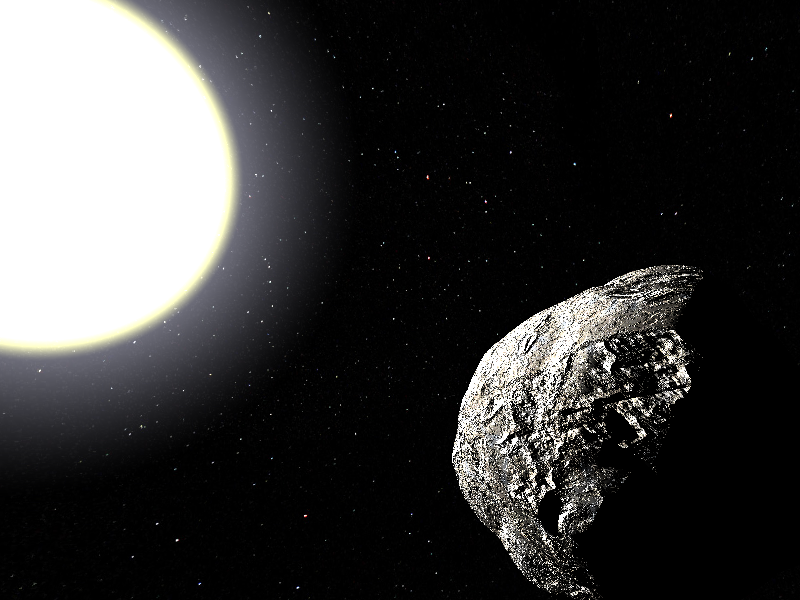
Impressió artística d'un asteroide vulcanoide

Un asteroide vulcanoide, o simplement un vulcanoide, és un hipotètic asteroide que ocuparia la zona dinàmicament estable que es troba entre 0,08 i 0,21 unitats astronòmiques (entre 12 i 31 milions de quilòmetres) del Sol, dins l'òrbita de Mercuri.
La paraula vulcanoide deriva del nom de l'hipotètic planeta Vulcà; els astrònoms del segle xix buscaven descobrir un planeta entre el Sol i Mercuri per a explicar l'excés de precessió del periheli de Mercuri, que finalment va ser completament explicat per la relativitat general sense afegir un planeta.
En cas de existir, els vulcanoides serien difícilment detectats, ja que serien molt petits i es trobarien a prop de la intensa brillantor del Sol. A causa de la seva proximitat al Sol, les recerques des de la Terra només poden ser dutes a terme durant el crepuscle o els eclipsis solars. Qualsevol vulcanoide hauria de tenir entre al voltant de 100 metres i 6 km de diàmetre, i probablement estarien situats en òrbites gairebé circulars prop de la vora exterior de la zona gravitacionalment estable.
Els vulcanoides, si es constatés la seva existència, podrien proporcionar als científics el material de la primera etapa de la formació d'un planeta, així com els coneixements sobre les condicions que prevalen en el Sistema Solar. Malgrat que en totes les altres regions gravitacionalment estables del Sistema Solar s'ha trobat objectes, les forces no gravitacionals (com l'efecte Yarkovsky) o la influència de la migració planetaria en les primeres etapes del desenvolupament del Sistema Solar poden haver afectat aquesta zona on podien haver estat els asteroides.

## Història i observació
Des de fa segles, s'ha plantejat la hipòtesi de l'existència de cossos celestes interiors a l'òrbita de Mercuri, i s'han buscat. L'astrònom alemany Christoph Scheiner va pensar que havia vist cossos petits que passaven pel davant del Sol en 1611, però es va demostrar més tard que aquestos cossos eren les taques solars. En la dècada de 1850, Urbain Le Verrierr va fer un càlcul detallat de l'òrbita de Mercuri i va trobar una petita discrepància a la precessió del periheli del planeta dels valors pronosticats; ell va postular que la influència gravitacional d'un planeta petit o un anell d'asteroides dins de l'òrbita de Mercuri explicaria la desviació. Poc després, un astrònom aficionat anomenat Edmond Lescarbault va afirmar haver vist el trànsit del planeta de Le Verrier davant del Sol. El nou planeta va ser nomenat ràpidament Vulcà però mai va ser vist de nou, i el comportament anòmal de l'òrbita de Mercuri va ser explicat per la teoria general de la relativitat d'Einstein en 1915. Els vulcanoides prenen el seu nom d'aquest planeta hipotètic. El que Lescarbault va veure probablement seria una altra taca solar.

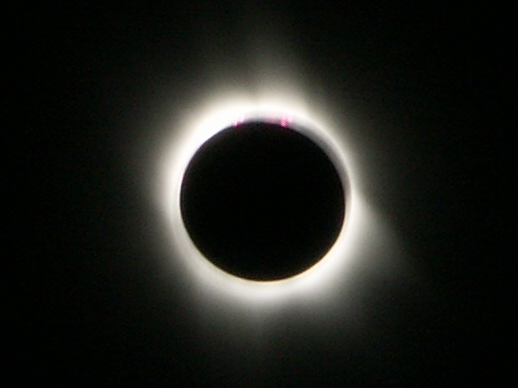
Un eclipsi total solar. Aquests esdeveniments ofereixen una oportunitat per buscar vulcanoides des de la Terra

Els vulcanoides, si existissin, serien difícil de detectar a causa de la forta resplendor del Sol proper, i les recerques realitzades des de la Terra només poden ser dutes a terme durant durant crepuscle o durant els eclipsis solars. Es van realitzar diverses recerques durant els eclipsis en l'any 1900, que no va revelar cap vulcanoide. Actualment, les observacions durant els eclipsis segueixen sent un mètode de recerca comú. Els telescopis convencionals no es poden utilitzar per a buscar-los perquè el Sol proper podria danyar la seva òptica.
En 1998, els astrònoms van analitzar les dades del LASCO de la sonda espacial SOHO, que és un conjunt de tres coronògrafs. Les dades preses entre gener i maig d'aquell any no van mostrar cap vulcanoide de magnitud superior a 7. Això correspon a un diàmetre d'uns 60 quilometres, suposant que els asteroides tinguin una albedo similar a la de Mercuri. En particular, es va descartar un gran planetoide a una distància de 0,18 ua, predit per la teoria de la relativitat d'escala.
En els intents posteriors per a detectar els vulcanoides s'han utilitzat equips astronòmics per sobre de la interferència de l'atmosfera terrestre, a altures on el cel crepuscular és més fosc i més clar que a terra. En 2000, el científic planetari Alan Stern va realitzar observacions de la zona vulcanoide utilitzant un avió espia Lockheed U-2. Els vols es van realitzar a una alçada de 21.300 metres durant el crepuscle. En 2002, ell i Dan Durda van realitzar observacions similars en un avió de combat F-18. Es van realitzar tres vols sobre el desert de Mojave a una altitud de 15.000 metres, i les observacions es van fer amb un fetes amb un Southwest Universal Imaging System—Airborne (SWUIS-A). Fins i tot llavors, l'atmosfera encara estava present i podia interferir amb les recerques de vulcanoides. En 2004, es va intentar un vol suborbital per tal de situar una càmera per sobre de l'atmosfera terrestre. Un coet Black Brant va ser llançat des de White Sands (Nou Mèxic), el 16 de gener, amb una càmera de gran abast anomenada VulCam, en un vol de deu minuts. Aquest vol va aconseguir una altitud de 274.000 metres i es van fer més de 50.000 imatges. Cap de les imatges va revelar cap vulcanoide, però hi va haver problemes tècnics.
Recerques de dades de dues naus espacials STEREO de la NASA tampoc han pogut detectar cap asteroides vulcanoide. És dubtós que hi hagi vulcanoides més gran que 57 km de diàmetre.
La sonda espacial MESSENGER també ha sigut utilitzada per a la recerca de vulcanoides. Les seves oportunitats estaven limitades a causa que els seus instruments havien d'estar orientats en sentit oposat al Sol en tot moment per a evitar danys. La nau espacial va fer una sèrie planificada de fotografies de les regions exteriors de la zona vulcanoide.

## Òrbita
Un vulcanoide és un asteroide en una òrbita estable, amb un semieix major menor que el de Mercuri (és a dir, 0,387 ua). Això no inclou objectes com els cometes rasants, que, tot i que tenen perihelis dins de l'òrbita de Mercuri, tenen eixos els semieixos majors molt més grans.

La zona, representada per la regió de taronja, en el qual poden existir vulcanoides, en comparació amb les òrbites de Mercuri, Venus i la Terra

Es creu que d'existir els vulcanoides es trobarien en una banda gravitacionalment estable dins de l'òrbita de Mercuri, a una distància de 0,06-0,21 ua del Sol. S'han trobat objectes en totes les altres regions similarment estables del Sistema Solar, però de moment no s'ha trobat cap objecte en la zona dels vulcanoides possiblement perquè les forces no gravitacionals, com ara la pressió de radiació, l'efecte Poynting-Robertson i l'efecte Yarkovsky poden haver netejat la zona vulcanoide del seu contingut original. Potser no hi hagi més de 300-900 vulcanoides més gran d'1 km de radi, si existeixen.
La vora exterior de la zona vulcanoide es trobaria aproximadament a 0,21 ua del Sol. Els objectes més llunyans serien inestables a causa de la influència gravitatòria de Mercuri i serien pertorbats en òrbites d'encreuament de Mercuri en escales de temps de l'ordre de 100 milions d'anys. La vora interior no està clarament definida; els objectes a menys de 0,06 ua són altament susceptibles a l'efecte Poynting-Robertson i l'efecte Yarkovsky, i fins i tot a 0,09 ua els vulcanoides tindrien una temperatura de 1.000 K o més, que és prou calenta com per a l'evaporació de les roques i seria el factor limitant de la seva existència.
El volum de la zona vulcanoide seria molt petit en comparació amb la del cinturó d'asteroides. Les col·lisions entre objectes en la zona vulcanoide serien freqüents i altament energètiques, que produirien la destrucció dels objectes. La localització més favorable pels vulcanoides és probablement en òrbites circulars prop de la vora exterior de la zona vulcanoide. És probable que els vulcanoides tinguin inclinacions de més d'aproximadament 10° de l'eclíptica. També són possibles els troians de Mercuri, asteroides atrapats en els punts de Lagrange de Mercuri.

## Característiques físiques
Qualsevol vulcanoide que existís hauria de ser relativament petit. Les recerques anteriors, en particular les de les naus espacials STEREO, descarten asteroides de més de 6 km de diàmetre. La mida mínima és d'uns 100 metres. Les partícules menors de 0,2 μm són fortament repel·lides per la pressió de la radiació, i els objectes més petits que 70 m serien atrets cap al Sol per l'efecte Poynting-Robertson. Entre aquests límits superior i inferior, es creu que sigui possible una població d'asteroides d'entre 1 km i 25 km de diàmetre. Estarien suficientment calents com per a brillar.
Es creu que els vulcanoides serien molt rics en elements amb un alt punt de fusió, com ara ferro i níquel. És poc probable que posseeixin una regolita perquè aquests materials fragmentats s'escalfen i es refreden molt ràpidament, i són afectats més fortament per l'efecte Yarkovsky que la roca sòlida. Els vulcanoides serien probablement similars a Mercuri en color i albedo, i podien contenir el material sobrant de les primeres etapes de la formació del Sistema Solar.
Hi ha proves de que Mercuri va ser colpejat per un objecte de grans dimensions durant la seva formació; una col·lisió va despullar a Mercuri de gran part de la seva escorça i del seu mantell, i explica la primesa del mantell de Mercuri en comparació amb els mantells d'altres planetes tel·lúrics. Si s'ha produït un impacte tan gran, gran part de la runa resultant encara podria estar en òrbita al voltant del Sol en la zona vulcanoide.

## Importància
Els vulcanoides, sent una classe completament nova dels cossos celestes, serien interessants per dret propi. Descobrir si existeixen o no, produirien coneixements sobre la formació i evolució del Sistema Solar. Si existeixen, podrien contenir material sobrant dels primers temps de la formació dels planetes, i ajudaria a determinar les condicions en què els planetes tel·lúrics, en particular Mercuri, es van formar.
En particular, si hi ha vulcanoides o van existir en el passat, representen una població addicional d'impactadors que no van afectar cap altre planeta, però farien que la superfície de Mercuri semblés més vella del que realment és. Si els vulcanoides no existeixen, això col·locaria a diferents limitacions en la formació de planetes i suggereixen que altres processos han estat treballant en el Sistema Solar interior, com ara la migració planetària que netejaria l'àrea.